# Neustifter Kirtag

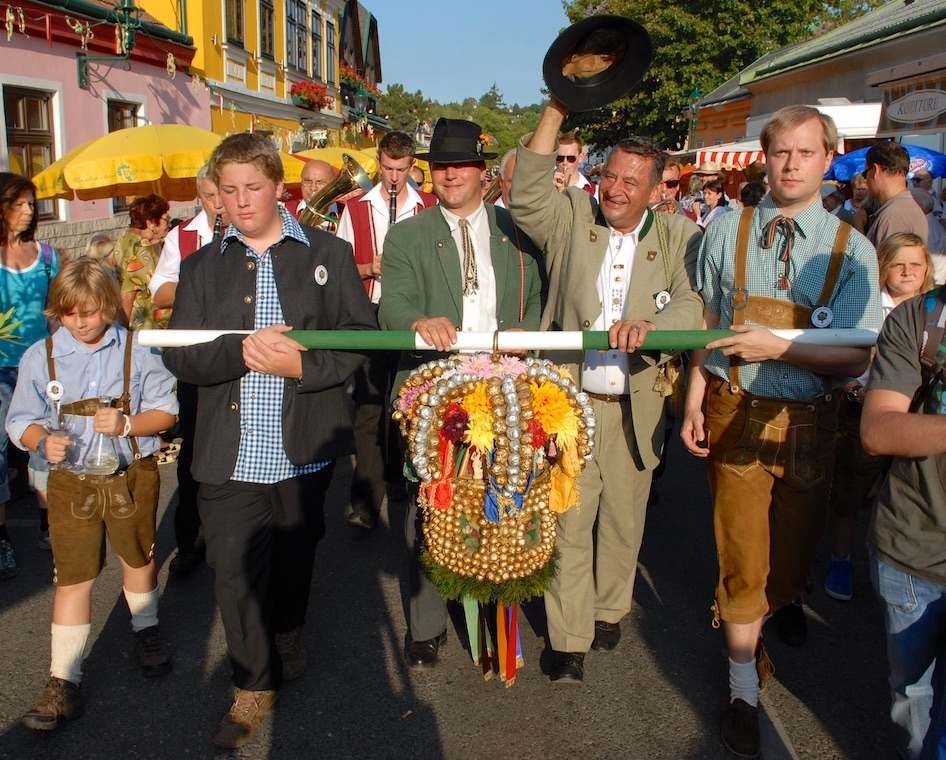
Umzug mit der Hauerkrone am Neustifter Kirtag 2011. Von links nach rechts: Flascherlbub, Kronenträger, Altbursch, Hiata, Kronenträger, Flascherlbub.

Der Neustifter Kirtag findet jedes Jahr am Wochenende nach dem 16. August, dem Festtag des heiligen Rochus, in Neustift am Walde im 19. Wiener Gemeindebezirk Döbling statt. Der Kirtag wurde 2020 in die Liste des Immateriellen Kulturerbes in Österreich aufgenommen.

## Ursprung des Brauchtums
Laut Überlieferung geht das beim Neustifter Kirtag gepflogene Brauchtum auf die Mitte des 18. Jahrhunderts zurück: Demnach seien die Neustifter Hauer mit einer Erntedankkrone zu Kaiserin Maria Theresia gezogen, um sie um Steuerfreiheit zu bitten, nachdem schlechte Ernteerträge sie in eine schwierige wirtschaftliche Situation gebracht hatten. Infolgedessen erließ ihnen die Kaiserin nicht nur die Zahlungen, sondern gab ihnen auch die Krone zurück, und zwar mit dem Auftrag, damit jedes Jahr einen Kirtag abzuhalten.

## Ablauf des Brauchtumsgeschehens
Noch heute ziehen beim Neustifter Kirtag jedes Jahr im August der „Hiata“, der „Altbursch“ und die „Flascherlbuben“ mit der Hauerkrone durch Neustift und Salmannsdorf und kehren in den Buschenschenken ein. Die Krone ist mit gold- und silberfarbenen Nüssen, Blumen, verschiedenfarbigen Bändern sowie sonstigem Zierrat geschmückt. Zahlreiche Kirtags-Standeln, ein Festakt zum Kirtagsauftakt und der Kronenumzug während des viertägigen Kirtags sorgen für die Unterhaltung der Besucher. Der Kirtag findet jeweils am Wochenende nach dem 16. August, dem Gedenktag des heiligen Rochus, statt. Der heilige Rochus ist der Neustifter Kirchenpatron. Nach Angaben der Veranstalter kommen alljährlich rund 150.000 Besucher zu diesem Winzerfest.
Zu Beginn des Kirtags ziehen die Burschen mit dem Kirtagbaum ein, der dann medienwirksam aufgestellt wird. Beim „Hiatabam“ handelt es sich um das (einstmals) weithin sichtbare Symbol für
den Schutz der Weingärten durch die „Hiata“. Beim mehrfach wiederholten Umzug, der stets von einer Blasmusikkapelle begleitet wird, ziehen der Hiata, der Altbursch und die Flascherlbuben mit der Krone von Haus zu Haus. Der Hüter lässt die Hausinhaber hochleben und stößt mit diesen an. Die Hauerkrone wird dabei in drehende Bewegung gebracht. Umrahmt wird das Ganze mit Musik und es findet auch ein Tanz mit dem Hiata statt. Aus konservatorischen Gründen wird heute nicht mehr die originale Krone verwendet, sondern eine Kopie.

## Besonderheiten
Beim Neustifter Kirtag treten viele Kirtagsbesucher mit Dirndl und Lederhose in Erscheinung. Prominente Politiker zeigen sich beim Neustifter Kirtag immer wieder volksverbunden. Auch der Wiener Bürgermeister zählt zu den Stammgästen des Neustifter Kirtags.
Der mit reichlichem Brauchtum verknüpfte Neustifter Kirtag zählt österreichweit zu den Weinfesten mit der höchsten Publikumsfrequenz. 2020 wurde das Brauchtumsgeschehen beim Neustifter Kirtag in die Liste des Immateriellen Kulturerbes in Österreich aufgenommen.